# Paranoid Park
Paranoid Park är en amerikansk / fransk dramafilm som är gjord 2007. Gossip Girl-stjärnan Taylor Momsen har en av rollerna. Filmen är skriven och regisserad av Gus Van Sant som har gjort ett flertal andra filmer bland annat "My Own Private Idaho", Will Hunting och Till varje pris.

## Handling
Filmen handlar om Alex som är en skejtare. Han har haft problem med poliser eftersom han inte får skejta där han vill, men han upptäcker då Paranoid Park vilket är en stor "skejtpark". Han träffar då en annan skejtare och de bestämmer sig för att göra något galet, han och hans nyfunna vän bestämmer sig för att hoppa på ett tåg. En vakt upptäcker dem och försöker ta fast dem, vilket resulterar i vaktens död. Polisen börjar undersöka fallet och frågar ut Alex. Han vet inte riktigt vad han ska säga, så han börjar skriva ner sina känslor i en dagbok och bearbeta det som hänt.

## Priser
Paranoid Park är en mycket kritikerrosad film, som har vunnit fyra priser, bland annat priset 60th Anniversary Prize på Cannesfestivalen år 2007.